# 秋畑村
秋畑村（あきはたむら）は群馬県の南西部、甘楽郡に属していた村。
南の境界に西御荷鉾山、西に稲含山を頂く。山間に多数の鯉のぼりをつるす行事から「こいのぼりの里」としても知られる。

## 地理
- 河川：雄川

## 歴史
- 1889年（明治22年）4月1日 町村制施行により、北甘楽郡秋畑村が成立する。
- 1950年（昭和25年）4月1日 北甘楽郡が甘楽郡と改称する。
- 1955年（昭和30年）3月16日 小幡町（旧自治体）と新設合併し、新たに小幡町となる。

## 美しい村
秋畑那須地区は、1995年に県の「美しい農村景観保全活用地区」に選ばれたのをきっかけに、住民全員参加の「美しい農村景観保全推進協議会」が結成され、休耕地を復活するために集落の伝統のソバによる地域おこしとして「蕎麦オーナー制度」を実施している。
1997年には、同地区が「第6回美しい日本のむら景観コンテスト」において、「神話と『ちいじがき』の里に生きる」集落として農林水産大臣賞を受賞した。秋畑那須では古来より祭礼に奉納されてきた獅子舞、神楽が無形民俗文化財として引き継がれ、伝統文化の継承が地区住民の結束の根底となり、また、山間傾斜地で平坦な農地を持たないという過酷な自然条件の中、数々の神話や伝説に彩られた「稲含の神の民」としての誇りを持ち、「ちいじがき」と呼ばれる石垣に支えられた小さな段々畑でのコンニャクや蕎麦の栽培、養蚕、炭焼き、紙漉きなどを生業として暮らしてきたが、そうした厳しい自然環境と共存をはかってきた伝統や文化と同時に、前述した蕎麦畑のオーナー制度による都市住民との交流など、新たな取り組みが多くの人を引き付けている、として評価された。

## 文化
- 獅子舞 - 和銅元年 (708) の創始と言われる三匹獅子舞が伝承されており、秋畑の獅子舞を源流とする稲荷流獅子舞が利根川西地方各地に見られる[3]。舞は稲荷流、笛は下り葉流。10月に秋畑の各地で演じられ[4]、そのうちの「那須の獅子舞」は、承保元年に始まり、天保10年 (1839) 田村家の祖田村市郎左衛門教重に伝授されたという文書が田村家に伝えられており、無形文化財として県の指定を受けている[5]。秋畑の獅子舞の獅子はインドから来たという伝説があり、稲含山の名の由来となった女神もインドから来たとされる[6]。
- 稲含神社のお筒粥神事 - 麻縄で編んだ33本の篠竹を粥鍋に立て、竹に入った米粒の数でその年の吉凶を占う。1月7日前後の日曜に那須の里社で開催[7]。
- 稲含神社の太々神楽 - 1月7日・5月3･4日

## 名所
- 稲含神社
- ちいじがき - 一帯で産する三波川変成帯の結晶片岩を積み上げた小さな石垣。山間の集落のため、石垣によって急斜面に平場を造成する
- 赤谷平の大椿 - 県指定天然記念物
- 八大竜王の祠
- 与一八幡 - 那須与一の生誕地とされ[8]、与一を祀っている[1][9]
- 渡り井戸
- ちぃじがき蕎麦の館「那須庵」 - 蕎麦の提供のほか、蕎麦打ち体験を実施している
- 不動の滝 - 秋畑来波の野栗神社の境内にある[10]
- 天徳寺
- 西光寺